# Hannu Lahtinen
Hannu Antero Lahtinen (20. září 1960 Jalasjärvi, Finsko – 19. listopadu 2020) byl finský reprezentant v zápase, specializující se na zápas řecko-římský. Jeho největším úspěchem byl zisk zlaté medaile v kategorii do 62 kg na mistrovství světa v roce 1983. V roce 1984 startoval na olympijských hrách v Los Angeles, kde byl v kategorii do 62 kg vyřazen ve čtvrtém kole.